# Mölbenbächl
Das Mölbenbächl ist ein 21⁄4 km langer Bach der Nördlichen Frankenhöhe im Gebiet des Marktes Obernzenn im bayerischen Landkreis Neustadt an der Aisch-Bad Windsheim. Nach durchweg nordöstlichem Lauf mündet er oberhalb des Hauptortes von Obernzenn an dessen Südwestseite in den Obernzenner See und damit von rechts in die diesen durchlaufende obere Zenn.

## Geographie

### Verlauf
Das Mölbenbächl entspringt etwa 1,2 km westlich der Ortsmitte des Dorfes Urphertshofen von Obernzenn im Obernzenner Gemeindewald am Nordostfuß des Illesheimer Kopfs auf etwa 418 m ü. NHN. Schon nach zweihundert Metern verlässt es den Wald, unterquert dort einen Wirtschaftsweg und läuft dann mit Ufern, an denen nur sporadisch Baum oder Strauch stehen, neben Wiesen und Äckern.
Zwischen den nächsten beiden Feldwegquerungen fließt dem Bach ein etwas über 0,3 km langer Graben zu, der längstenteils schnurgerade neben einem rechts zwischen dem Bach und dem Dorf Urphertshofen im Südosten liegenden Wiesenflugplatz verläuft.
Auf der letzten knappen Hälfte seines Laufes, die anscheinend seit Anlage des Obernzenner Sees etwas begradigt wurde, folgt ihm beständig linksseits ein Feldweg. Durch eine zwei Dutzend Meter breite Riedfläche fließt er schließlich etwa einen Kilometer westsüdwestlich der Ortsmitte von Obernzenn in diesen auf 378 m ü. NHN angestauten See ein.
Das Mölbenbächl mündet nach etwa 2,2 km langem Lauf mit mittlerem Sohlgefälle von rund 18 ‰ etwa 40 Höhenmeter unterhalb seines Waldursprungs in den See.

### Einzugsgebiet
Das Einzugsgebiet des Mölbenbächls ist etwa 1,9 km² groß und liegt naturräumlich im Unterraum Nördliche Frankenhöhe der Frankenhöhe; der südliche, bergige Teil aus fast nur Waldgebieten gehört zum Teilraum Petersberg-Virnsberg-Höhen, dort liegt der mit 506 m ü. NHN höchste Punkt auf dem Hochplateau des Illesheimer Kopfs, der nördliche und offene dagegen zum Teilraum Oberes Zenntal. Das gesamte Gebiet gehört zum Markt Obernzenn, besiedelt ist es nur mit allenfalls einem Dutzend Wohngebäuden am Nordrand von Urphertshofen, das ansonsten größtenteils zum Eisenbach entwässert.
Die anstehenden triassischen Gesteine gehören alle dem Mittelkeuper an, vom Blasensandstein der Hassberge-Formation auf der Hochebene des Illesheimer Kopfes über die Lehrbergschichten der Steigerwald-Formation am oberen und den Schilfsandstein der Stuttgart-Formation an unteren Talhang bis zum Gipskeuper der Grabfeld-Formation, der etwa am Bachursprung in der Talmulde einsetzt und bis zum See-Einfluss reicht. Der Bach selbst läuft in einem Schlauch aus quartärem Schwemmland.
Reihum grenzen die Einzugsgebiete der folgenden Nachbargewässer an:
- Im Süden jenseits des Illesheimer Kopfs fließt die oberste Fränkischen Rezat, deren Abfluss über die Rednitz die Regnitz noch oberhalb der Zenn erreicht;
- im Nordwesten nimmt die Zenn oberhalb ihres See-Eintritts den Abfluss zur anderen Seite auf;
- im Osten fließt heute der Eisenbach ebenfalls zum Obernzenner See, er mündet näher am Wiederausfluss der Zenn aus ihm als das Mölbenbächl.

### BayernAtlas („BA“)
Amtliche Online-Gewässerkarte mit passendem Ausschnitt und den hier benutzten Layern: Lauf und Einzugsgebiet des Mölbenbächl

Allgemeiner Einstieg ohne Voreinstellungen und Layer: BayernAtlas der Bayerischen Staatsregierung (Hinweise)
1. 1 2  Höhe abgefragt auf dem Hintergrundlayer Amtliche Karte (Rechtsklick).
2. ↑  Höhe nach blauer Beschriftung auf dem Hintergrundlayer Amtliche Karte.
3. 1 2  Länge abgemessen auf dem Hintergrundlayer Amtliche Karte.
4. ↑  Einzugsgebiet abgemessen auf dem Hintergrundlayer Amtliche Karte.
5. ↑  Geologie nach dem Layer Geologischen Karte 1:500.000.

### Sonstige
1. ↑  Franz Tichy: Geographische Landesaufnahme: Die naturräumlichen Einheiten auf Blatt 163 Nürnberg. Bundesanstalt für Landeskunde, Bad Godesberg 1973. → Online-Karte (PDF; 4,0 MB)